# Hayfield (Regno Unito)
Hayfield è un villaggio e parrocchia civile dell'Inghilterra, appartenente alla contea del Derbyshire.